# Rhodotypos

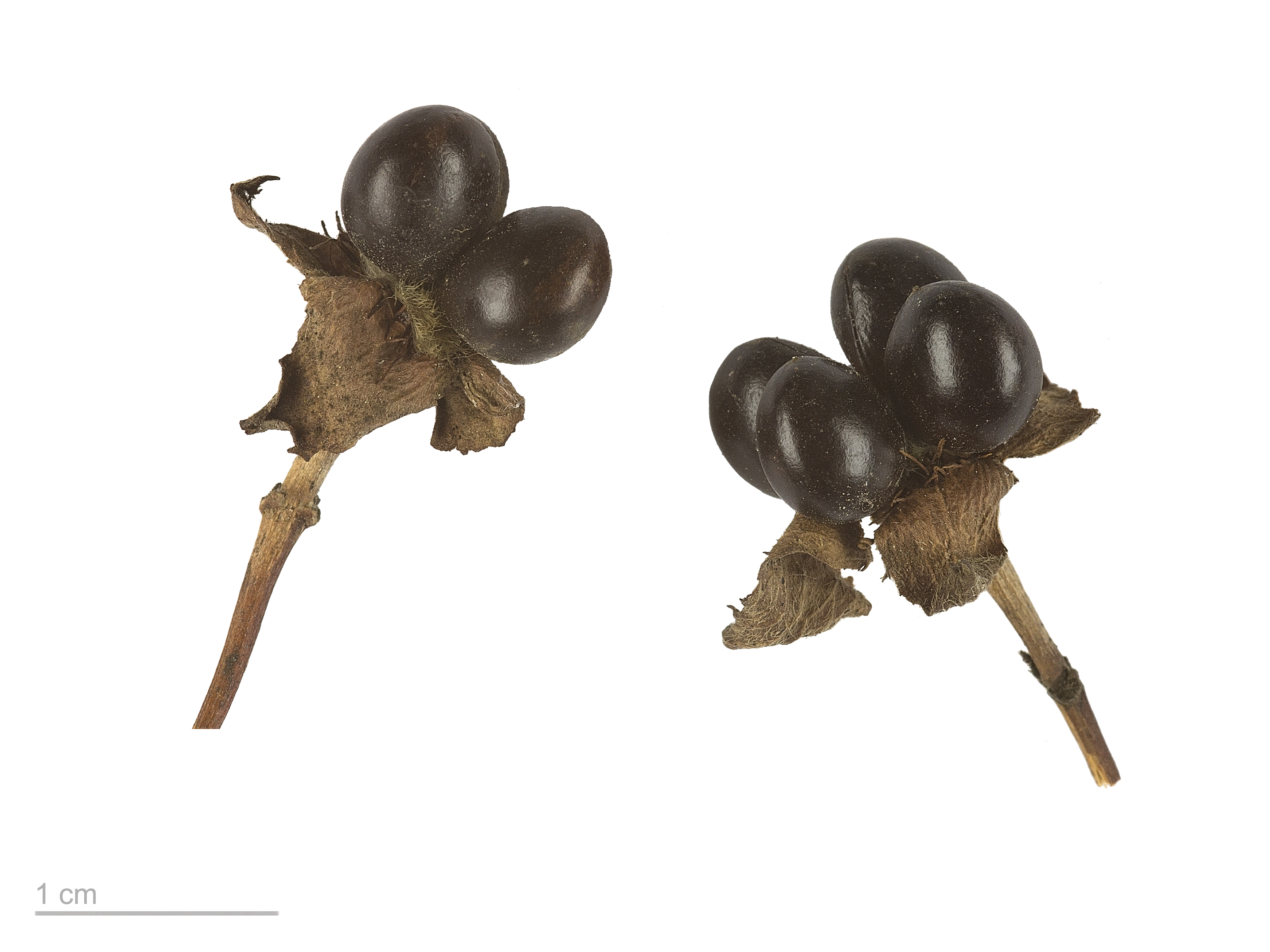
Rhodotypos scandens - MHNT

Rhodotypos é um género botânico pertencente à família Rosaceae. Sua única espécie Rhodotypos scandens é chamada de Talão de Jato.
1. ↑  «Rhodotypos — World Flora Online». www.worldfloraonline.org. Consultado em 19 de agosto de 2020